# 张真君祖殿
张真君祖殿位于中国福建省福州市台江区星安桥巷，坐北朝南，占地面积约800平方米。大殿面阔3间，进深3间，单檐歇山顶，穿斗式木构建筑，木构件、雕饰件、石柱楹联题、河乾石护栏等保存完好。2009年11月16日公布为第七批福建省文物保护单位。